# Edward Howe Forbush
Edward Howe Forbush (Quincy, 24 aprile 1858 – Westborough, 7 marzo 1929) è stato un ornitologo statunitense.
Scrittore prolifico, è meglio conosciuto per il suo libro Birds of New England.
Nato a Quincy, Massachusetts, nel 1858, fu un precoce naturalista. La famiglia si trasferì a West Roxbury quando aveva sette anni. Da ragazzo condusse studi sul campo sulla fauna selvatica dell'area e studiò la tassidermia. Ancora una volta, la sua famiglia si trasferì a Worcester, dove divenne membro della Worcester Natural History Society, e iniziò a pubblicare i risultati dei suoi studi. All'età di sedici anni fu nominato Curatore di Ornitologia del Museo della Società.

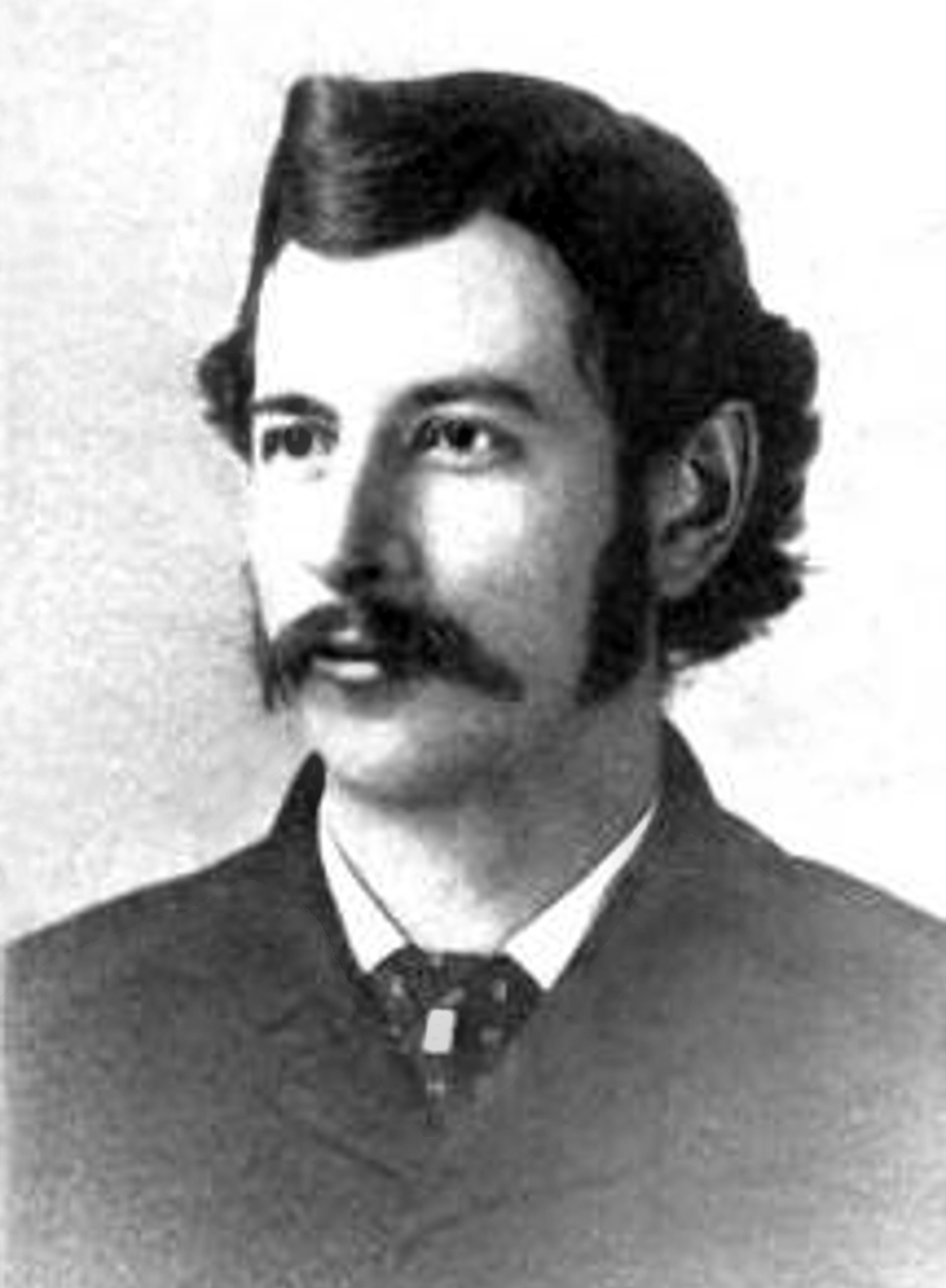
Forbush nel 1886 circa

Quando aveva diciannove anni, organizzò una spedizione in Florida — questo sarebbe stato il primo di molti viaggi che fece negli Stati Uniti per studiare gli uccelli.
Nel 1893 Forbush fu nominato ornitologo al Massachusetts State Board of Agriculture. I suoi studi principali in quel momento erano rivolti all"ornitologia economica" — cioè determinare se una determinata specie di uccelli fosse benefica o dannosa per l'agricoltura.
Nel 1908 divenne l'ornitologo dello stato del Massachusetts.
Fu uno dei fondatori della Massachusetts Audubon Society. Fu anche primo presidente della Northeastern Bird-Banding Association (ora Association of Field Ornithologists).
La sua opera "Birds of Massachusetts (and Other New England States)" è una serie di tre volumi pubblicata dal 1925 al 1929 dal Dipartimento dell'Agricoltura del Massachusetts. Nonostante il titolo, era e rimane un riferimento prezioso non solo per quanto riguarda gli uccelli del New England, ma anche per quanto riguarda l'ornitologia del nord-est degli Stati Uniti e oltre
Era anche noto per i suoi studi sulla gallina della brughiera e per i suoi tentativi di salvare la specie, poi estinta.
Morì a Westborough nel 1929. Sua moglie donò una teca di vetro contenente esemplari ornitologici disposti in modo artistico alla Biblioteca pubblica di Westborough, con una targa che recitava: "Donata da Etta L. Forbush in memoria di suo marito Edward Howe Forbush. Tutti gli esemplari raccolti sono stati preparati e montati dal signor Forbush all'età di diciotto anni." Nel 1931, in sua memoria fu istituito il Forbush Bird Club di Worcester, Massachusetts.